# 基亚特拉
基亚特拉（法語：Chiatra，法語發音：[kjatʁa]）是法国上科西嘉省的一个市镇，属于科尔泰区。